# Coenogonium linkii

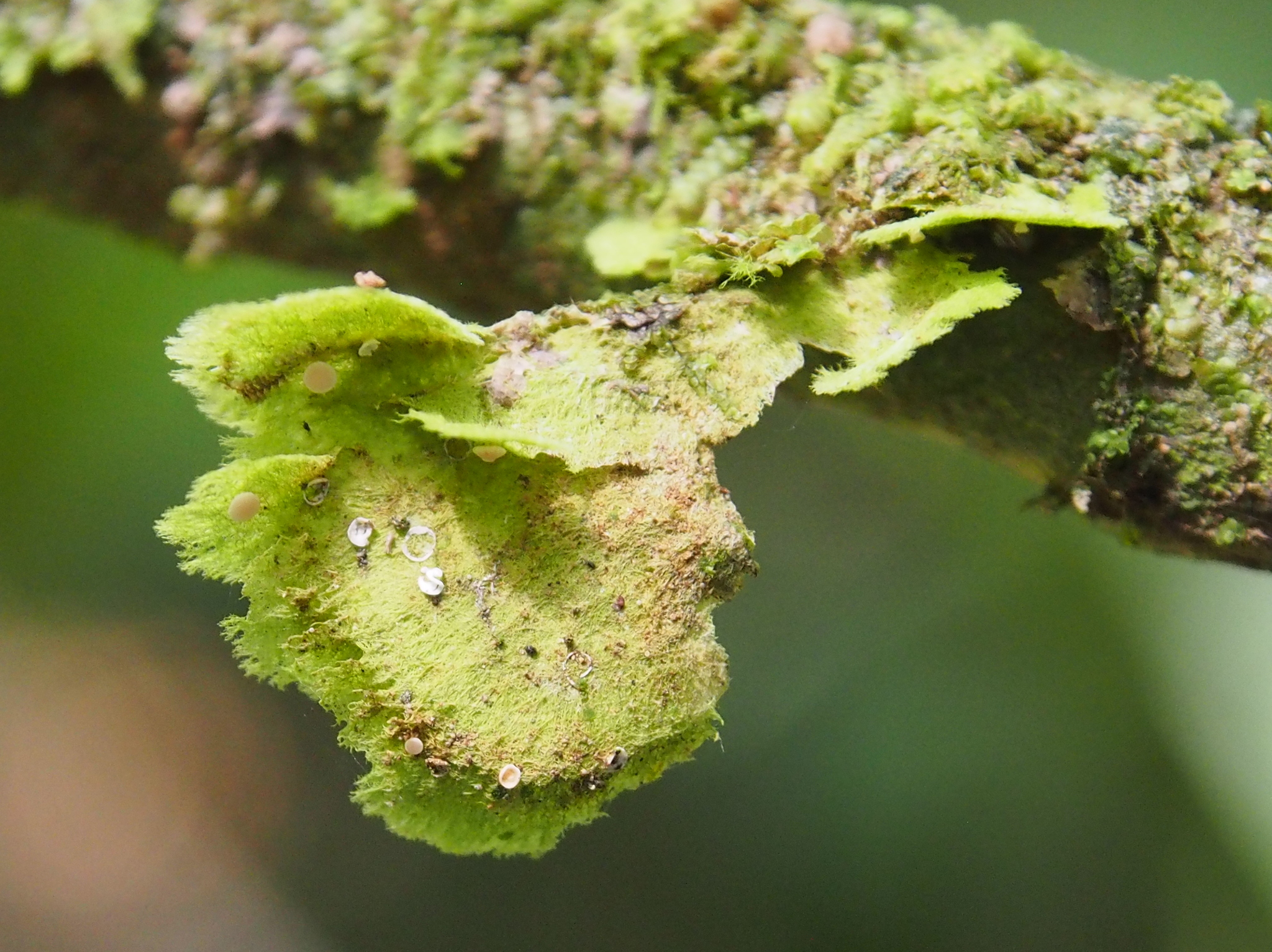
Coenogonium linkii creciendo de una rama.

Coenogonium linkii es un liquen corticícola de la familia Coenogoniaceae que habita en zonas tropicales de América.

## Descripción
Crece formando abanicos de 15-25 mm de diámetro, es delgado, forma repisas semicirculares de color verde debido a las algas verdes en su interior. Es de consistencia algodonosa y se adhiere fuertemente al sustrato. Tiene líneas concéntricas, apotecios discoides y convexos lisos de color crema y tonos amarillentos.
Posee ascas unitunicadas de aproximadamente 40 μm de largo, son hialinas, tienen 8 ascosporas de 5 x 2 μm, bicelulares, el septo es transversal, gutuladas y fusiformes.

## Hábitat
Crece en troncos y ramas de bosques primarios. Durante la recolección hecha en Parque Estatal Agua Blanca se localizó dentro de la selva en un estrato superior a 1.50 metros en diciembre. Se ha reportado su presencia en Quintana Roo, México, Valdivia en Chile, Argentina, Colombia y Panamá.
La asociación de este liquen, en cuyo interior hay algas verdes y apotecios del género Dimerella, es considerada un indicador ecológico tropical de sitios sin perturbar.